# Біла (Богородський міський округ)
Бі́ла (рос. Белая) — присілок у складі Богородського міського округу Московської області, Росія.
18 лютого 2004 року до складу присілка приєднано ліквідоване селище Керамічеський Участок (71 особа станом на 2002 рік).

## Населення
Населення — 397 осіб (2010; 356 у 2002).
Національний склад (станом на 2002 рік) присілка Біла:
- росіяни — 97 %

Національний склад (станом на 2002 рік) селище Керамічеський Участок:
- росіяни — 96 %